# Castell d'Almonesir
El castell d'Almonesir està situat en el terme municipal de Vall d'Almonesir (Alt Palància, País Valencià) sobre un promontori en el centre de la vall, tot essent de tipus montà amb planta irregular.

## Història
Es va alçar a principi del segle xii pels musulmans, com a monestir fortificat habitat per monjos guerrers musulmans. Després de la reconquesta el castell va passar a les mans dels cristians i amb el pas del temps va perdre la seua funció militar, abandonant-se a partir del segle xvi. Les seues funcions administratives i de govern es continuaven realitzant en la casa-palau construïda en la Vall d'Almonesir, lloc més còmode i de fàcil accés.
La fortalesa consta d'un recinte rectangular intern, limitant els seus extrems una alta torre de l'homenatge de tàpia, de planta rectangular amb un costat corbat, conservada fins als merlets i amb sageteres. Aquesta conserva quatre plantes: la planta base té l'accés separat de les restants, a les quals s'accedia per la planta principal. Compta amb troneres verticals des d'on es batia l'entrada.
Davant la porta hi ha una esplanada, que conforma altre recinte emmurallat del qual avui se'n conserva pocs trams de muralla. Els murs millor conservats en altura es troben en el front que mira a la Vall, car hi ha zones que mantenen merlets i fins i tot una torre intermèdia, per contra en el costat que dona a Algímia es troben més desfets. Bàsicament el mur s'assenta sobre la roca, necessitant, per tant, poca fonamentació. La muralla està formada per dues parets paral·leles de maçoneria no concertada amb morter de calç, en la qual s'aprecien els còdols de sorra vermella, amb una diferència d'altura entre l'exterior i l'interior: la filada exterior sosté els merlets, la interior crea un espai lliure a la part alta del mur que era aprofitat per al pas de la ronda de la guàrdia.
Disposa d'aljub al qual hi anaven a parar les aigües de la planta de coronament de la torre per una conducció encara visible i de les teulades d'altres edificacions adossades. Davant de l'aljub es trobava el portal, formant un sistema d'accés de doble tombant, protegit pel conjunt torre de l'homenatge-aljub-torre auxiliar.